# Campeonato Sudamericano de Voleibol Masculino Sub-19
El Campeonato Sudamericano de Voleibol Masculino Sub-19 es una competencia de naciones sudamericanas con jugadores menores de 19 años. La misma está organizada y avalada por la Confederación Sudamericana de Voleibol y se celebra cada 2 años. 

## Historial
| N.º   | Año  | Sede              |           |           |           |
| ----- | ---- | ----------------- | --------- | --------- | --------- |
| I     | 1978 | Buenos Aires      | Brasil    | Argentina | Venezuela |
| II    | 1980 | Sao Paulo         | Brasil    | Argentina | Venezuela |
| III   | 1982 | Asunción          | Brasil    | Argentina | Paraguay  |
| IV    | 1984 | Santiago de Chile | Brasil    | Argentina | Chile     |
| V     | 1986 | Lima              | Brasil    | Argentina | Chile     |
| VI    | 1988 | Córdoba           | Brasil    | Argentina | Chile     |
| VII   | 1990 | La Paz            | Brasil    | Argentina | Venezuela |
| VIII  | 1992 | Valencia          | Brasil    | Argentina | Colombia  |
| IX    | 1994 | Caracas           | Brasil    | Venezuela | Colombia  |
| X     | 1996 | Asunción          | Brasil    | Venezuela | Colombia  |
| XI    | 1998 | Quito             | Brasil    | Venezuela | Colombia  |
| XII   | 2000 | Neuquén           | Brasil    | Venezuela | Argentina |
| XIII  | 2002 | Santiago de Chile | Brasil    | Argentina | Venezuela |
| XIV   | 2004 | Cali              | Brasil    | Argentina | Colombia  |
| XV    | 2006 | Rosario           | Brasil    | Argentina | Venezuela |
| XVI   | 2008 | Pocos de Caldas   | Argentina | Brasil    | Venezuela |
| XVII  | 2010 | La Guaira         | Argentina | Brasil    | Venezuela |
| XVIII | 2012 | Santiago de Chile | Brasil    | Argentina | Chile     |
| XIX   | 2014 | Paipa             | Argentina | Brasil    | Chile     |
| XX    | 2016 | Lima              | Argentina | Brasil    | Colombia  |
| XXI   | 2018 | Sopó              | Brasil    | Argentina | Colombia  |
| XXII  | 2022 | Araguari          | Argentina | Brasil    | Colombia  |
| XXIII | 2024 | Araguari          | Argentina | Brasil    | Colombia  |

## Medallero
- Actualizado hasta Brasil 2024

| Núm. | País      | Oro | Plata | Bronce | Total |
| ---- | --------- | --- | ----- | ------ | ----- |
| 1    | Brasil    | 17  | 6     | 0      | 23    |
| 2    | Argentina | 6   | 13    | 1      | 20    |
| 3    | Venezuela | 0   | 4     | 7      | 11    |
| 4    | Colombia  | 0   | 0     | 9      | 9     |
| 5    | Chile     | 0   | 0     | 5      | 5     |
| 6    | Paraguay  | 0   | 0     | 1      | 1     |
|      | TOTAL     | 23  | 23    | 23     | 69    |

## MVPpor edición
- 2018 –  Brasil - Darlan Souza
- 2016 –  Argentina - Federico Seia
- 2014 –  Argentina - Felipe Benavidez
- 2012 –  Chile - Dusan Bonacic
- 2010 –  Argentina - Gonzalo Quiroga
- 2006 –  Venezuela - José Pérez